# Luke Cage
Pour les articles homonymes, voir Cage (homonymie).
Pour la série télévisée, voir Luke Cage.
Luke Cage (né Carl Lucas), alias Power Man est un super-héros évoluant dans l'univers Marvel de la maison d'édition Marvel Comics. Créé par Archie Goodwin, George Tuska, Roy Thomas et John Romita, Sr., le personnage de fiction apparaît pour la première fois dans le comic book Luke Cage, Hero for Hire #1, en juin 1972.
En France, la série est publiée chez Arédit/Artima à partir de juin 1975 dans la revue L'Inattendu no 1 (en commençant par Luke Cage, Hero for Hire #2), puis dans les albums Power Man dans les années 1980. Seuls 69 épisodes ont été traduits en français.
Luke Cage est le premier personnage afro-américain à être présenté comme le protagoniste d'une série, l’un des premiers à obtenir sa propre série de comics et, plus tard sa propre série télévisée.

## Historique de publication
Luke Cage marque l'incursion de Marvel dans une tendance des années 1970 : la « blaxploitation ». La série Hero for Hire change alors de nom pour Power Man. Lorsque les ventes de la série déclinent, elle est fusionnée à partir du numéro 50 avec la série Iron Fist.
La nouvelle série, Power Man and Iron Fist, dure 75 numéros jusqu'au #150. Elle cesse d'être publiée en 1986, en même temps que plusieurs autres séries lorsque Marvel met en place son nouvel univers (New Universe) basé sur un monde fictif plus proche de la réalité. La série Power Man and Iron Fist permet pour la première fois à un écrivain noir, Jim Owsley (connu maintenant sous le nom de Christopher Priest) de créer les aventures de Power Man.
Cage est de retour lors du « boom » de l'industrie des comics au début des années 1990. Il est alors la tête d'affiche de la courte série Cage et réapparaît par la suite comme l'un des protagonistes principaux de la nouvelle série des Heroes for Hire. Cage apparaît également en 2001 dans une mini-série à nouveau nommée Cage, écrite par Brian Azzarello dans la collection MAX de Marvel. Cette version pour « lecteurs adultes » montrait un Cage plutôt gangster, que plusieurs fans ont considéré comme stéréotypé et passablement raciste.
Cage est alors revu par Brian Michael Bendis, qui lui donne un rôle de support majeur dans la série Alias de la collection MAX de Marvel, et devient de plus un membre de la nouvelle série The Pulse (suite de la série Alias), dans laquelle on retrouve en tête d'affiche la super-héroïne à la retraite Jessica Jones.
Il rejoint ensuite les Nouveaux Vengeurs (New Avengers). Après Civil War, l'équipe passe à la clandestinité et change de composition. Luke devient leur leader jusqu'en 2012, quand commence Marvel NOW! et Brian Bendis est remplacé dans l'écriture par Jonathan Hickman.
Cage redevient le leader des Mighty Avengers en 2013, alors que Les Avengers ont quitté la Terre pour aider l'univers à repousser les Builders.
Luke Cage, Daredevil, Iron Fist et Jessica Jones reforment les Défenseurs de Manhattan durant Secret Wars par Brian Bendis.

## Biographie du personnage

### Origines
Carl Lucas grandit dans le ghetto de Harlem à New-York, vivant de petits larcins. À la suite d'une rivalité amoureuse, il est condamné à une peine de prison, après que la police découvre chez lui deux kilos d'héroïne cachés par son partenaire, Willis Stryker. Peu après, son amie Reva est tuée lors d'un règlement de comptes, auquel échappe Willis. Par la suite, Lucas tente de s'échapper de prison plusieurs fois avec violence.
Il est un jour transféré sur l'île de Seagate, la « petite Alcatraz » et devient la « tête de turc » de deux surveillants racistes. L'un des deux est limogé et l'autre, Rackham, jure de se venger. Le Dr Bernstein vient travailler dans la prison sur un agent biologique et voit en Lucas le sujet idéal. Apprenant l'histoire du prisonnier, il lui promet de l'aider à laver sa réputation s'il accepte de participer à une expérience. Carl accepte mais, en l'absence de Bernstein, Rackham sabote l'expérience et Lucas en sort transformé. Il parvient à s'échapper et se fait passer pour mort. Il prend alors le nom de Luke Cage et, inspiré par une récompense qu'il obtient après avoir résolu une affaire de cambriolage, il ouvre l'agence « Héros à Louer », où il se met à offrir ses services de combattant contre le crime en échange de modestes récompenses.
Afin de faire sa place parmi les nombreux justiciers aux super-pouvoirs de New York, il adopte le nom de Power Man et se retrouve opposé à des adversaires comme Gideon Mace, Chemistro ou encore Discus et Stiletto. Cage apparait en outre aux côtés des Défenseurs et remplace pendant un temps la Chose au sein des Quatre Fantastiques.

### Un quatuor célèbre
Une nouvelle fois piégé par un chantage, Luke Cage rencontre Misty Knight, Colleen Wing et Iron Fist avec qui il fraternise très vite. Le quatuor lance sa propre entreprise : les Héros à louer. Ensemble, ils s'établissent une solide réputation, affrontant notamment le Constrictor et Dents-de-Sabre, des dealers, des mafieux ou encore des factions racistes.
Quand Daniel Rand est apparemment tué (il s'agissait en fait d'un double issu d'une race végétale, travaillant pour le Maître Khan), Luke Cage quitte New York pour s'installer à Chicago. Abandonnant son nom de super-héros, il travaille en collaboration avec Dakota North. Il aide le Punisher et se retrouve de nouveau opposé à Willis Curtis et son fils, qui sont tués dans le combat.
Un peu plus tard, il tente de retrouver sa famille éparpillée, son frère (James Lucas Junior) déplaçant son père ( James Sénior) pour éviter les retrouvailles. James Jr. est engagé par la Corporation qui le transforme en Coldfire, grâce aux travaux du docteur Karl Malus. Il comptait battre Luke, mais les deux hommes s'allient finalement pour sauver leur père de Malus et James Jr. se sacrifie pour détruire le QG de la Corporation.

### De nouveau un Héros à Louer
Quelques mois plus tard, Luke Cage enquête sur le meurtre d'une ex-petite amie, le mannequin Harmony Young. Il combat son assassin, le démon Darklove, avec l'aide de Ghost Rider. Peu de temps après, le Docteur Druid recrute le héros chez les Défenseurs Secrets pour affronter le sorcier Malachi. Cage décide de quitter le monde des super-héros, mais est ramené à la dure réalité quand il s'oppose aux plans du Maître du Monde, qui l'avait approché pour l'utiliser. À cette période, il a une liaison avec Miss Hulk.
Il reprend encore son rôle de héros quand il rejoint les Marvel Knights, une équipe officieuse basée à New York. Là, il affronte le caïd Tombstone. Il investit ensuite son argent dans un bar de son quartier natal et purge le voisinage de la criminalité, se vouant à rester à l'écart des puissants sauveurs du monde.

### Les Nouveaux Vengeurs
Luke Cage travaille ensuite en tant que garde du corps de l'avocat Matt Murdock et se met en ménage avec sa partenaire et compagne, Jessica Jones, avec qui il a un enfant, Danielle. Au même moment, contacté par Captain America qui appréciait le code d'honneur de Cage, il rejoint les Nouveaux Vengeurs (New Avengers). Il est l'un des héros présents lors de l'évasion de masse du Raft, où il blesse gravement l'Homme-pourpre qui avait autrefois abusé de Jessica. Il épouse ensuite la jeune femme.

### Civil War
Lors du crossover Civil War, Luke Cage choisit le camp de Captain America. À la capitulation de ce dernier, il devient un héros hors-la-loi, tout comme le Docteur Strange, Spider-Man et Iron Fist.

### Secret Invasion
Après Secret Invasion, Luke Cage intègre les New Avengers.

### Empyre
Lors de l'arc narratif Empyre (en), les extraterrestres Cotati (en) envahissent la Terre, décidés à y éradiquer toute vie animale. Luke Cage combat l’Homme-plante avec l’aide de la Vision et du Docteur Némésis.

### Devil's Reign
Après avoir été élu maire de New York en raison de ses activités durant l'arc Secret Empire (en), Wilson Fisk (le Caïd) a amassé à la fois le pouvoir politique et une armée clandestine de super-vilains.
Pour tester leur efficacité, les Thunderbolts sont envoyés contre l'invasion symbiote avec succès. Luke et Jessica gardent un profil bas tandis que le maire Wilson Fisk commence une guerre contre le vigilantisme et les super-héros dans le cadre d'une vendetta contre Daredevil, mais lorsque le Shocker provoque l'accident d'un bus en essayant d'arrêter Darkhawk, Luke et Jessica luttent pour sauver des civils.
Après la défaite du Shocker et des Thunderbolts qui ont tenté de les arrêter, Luke prononce un discours sur le fait que le maire Fisk ne peut pas les empêcher d'aider les gens. Alors que Luke et Jessica essaient de sortir de la ville avec leur fille Danielle avant qu'ils ne soient arrêtés, ils trouvent Tony Stark à leur porte, proposant de se présenter à la mairie pour arrêter Fisk. Après discussions entre héros, il est décidé que Luke se présente alors au scrutin. Par la suite, le Caïd est vaincu par les héros et s'enfuit ; Cage est élu comme nouveau maire de la ville.

## Pouvoirs, capacités et équipement

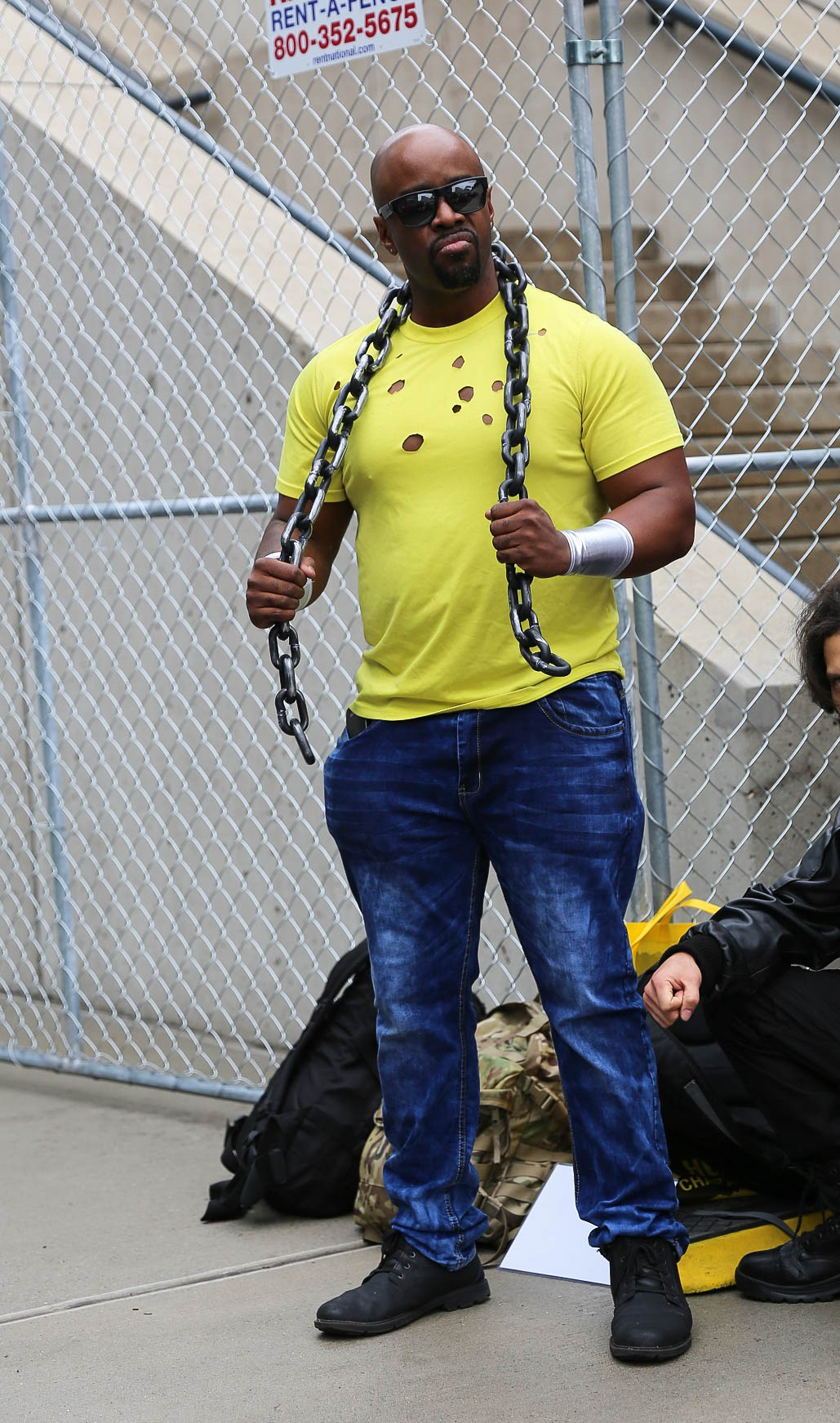
Cosplay de Luke Cage dans une apparence plus moderne.

Luke Cage dispose d'une force et d'une endurance surhumaines, résultant de sa participation à des traitements expérimentaux alors qu'il se trouvait en prison. Il peut soulever (ou exercer une pression équivalente à) environ 25 tonnes (avant sa seconde exposition, il pouvait soulever environ 3 tonnes) et traverser d’un seul coup de poing l'équivalent d'une plaque d’acier de 10 cm d’épaisseur. Il est aussi doté d'une peau aussi dure que l’acier et de muscles extrêmement denses qui le rendent très résistant aux blessures physiques.
En complément de ses pouvoirs, Power Man est un très bon combattant à main nues doté d’années d’expérience, rompu aux violents combats de rue qui ont fait de lui un adversaire très redouté et à la réputation dissuasive. C'est aussi un excellent athlète, en dépit de sa taille et de sa masse. Il a par la suite été entrainé aux arts martiaux par Iron Fist, qui lui a notamment appris à maîtriser sa force pour augmenter avec certains mouvements son efficacité au combat face à des adversaires plus puissants. Il s'est par ailleurs formé en autodidacte dans le domaine juridique et légal et parle plusieurs langues étrangères.
- Ces mêmes expériences ont considérablement augmenté la résistance physique de Luke Cage. Aux yeux des autres humains, il parait invulnérable. Sa peau et ses muscles sont si denses (il pèse près de 200 kg) qu'ils résistent aux impacts de balles tirées à une distance d’un mètre. Il peut résister à des explosions équivalentes à 75 kg de TNT sans dommages sérieux mais aussi aux substances corrosives, aux flammes, au froid ou à l'électricité. Il peut même sortir indemne d'une chute d'un immeuble de 20 étages. Sa peau est si résistante qu'il faut un laser chirurgical extrêmement puissant pour pouvoir l'inciser[1].
- Il guérit plus vite qu'un être humain normal, en général le tiers de temps en moins que celui d’un humain ordinaire[1]. Toutefois, en cas de blessure très grave nécessitant d'importants soins médicaux, sa peau et ses muscles quasiment impénétrables compliquent toute opération[11].

Cependant, la peau de Luke Cage n'est pas indestructible. Il peut être blessé par des armes fabriquées dans des alliages spéciaux, comme les griffes en adamantium de Wolverine ou les poignards en vibranium de Warpath. Il est aussi vulnérable aux poisons.
Il porte de temps en temps une veste en cuir aussi durable que sa peau (insensible aux balles et aux lacérations), celle-ci ayant été exposée comme lui au traitement « Power Man » lors de sa deuxième exposition ; cependant, il la porte assez peu et se retrouve ainsi souvent, au terme de ses aventures, avec des vêtements en lambeaux.

## Versions alternatives

### Ultimate Marvel
Une version différente de Luke Cage apparaît dans la série Ultimates vol. 2 en tant que membre des « Defenders ». Dans cet univers, les Defenders consistent en divers individus qui veulent agir au titre de super-héros mais qui ne possèdent pas de super-pouvoirs utiles. Cette version de Luke Cage ne possède ni force surhumaine ni autre super-pouvoir. Sa personnalité est également différente de celle de Power Man tel qu'on le retrouve dans ses séries d'origine.

### Autres
Il apparait dans les séries Earth X, Exilés, House of M, Marvel Zombies et Ultimate Spider-Man.

## Publications en recueil
- (en) Essential Luke Cage, Power Man (vol. 1) (Luke Cage, Hero for Hire #1-16 ; Luke Cage, Power Man #17-27)
- (en) Essential Luke Cage, Power Man (vol. 2) (Luke Cage, Power Man #28-49, Annual #1)
- (en) Essential Power Man and Iron Fist (vol. 1) (Power Man and Iron Fist #50-72, #74-75)
- (en) Essential Power Man and Iron Fist (vol. 2) (Power Man and Iron Fist #76-100)
- (en) Luke Cage: Second Chances (vol. 1) (Cage #1-12, matériel pour Marvel Comics Presents #82)
- (en) Luke Cage: Second Chances (vol. 2) (Cage #13-20, Terror Inc. #11-12, matériel pour Silver Sable & the Wild Pack #13-14)
- (en) Cage (Marvel MAX: Cage (vol. 2) #1-5)
- (en) Luke Cage Noir (Luke Cage Noir #1-4)
- (en) Marvel Masterworks: Luke Cage, Hero For Hire (vol. 1) (Luke Cage, Hero For Hire #1-16)
- (en) Marvel Masterworks: Luke Cage, Hero For Hire (vol. 2) (Luke Cage, Hero For Hire #17-31)
- (en) Power Man and Iron Fist Epic Collection (vol. 1): Heroes For Hire (Power Man #48-49 ; Power Man and Iron Fist #50-70)
- (en) Power Man and Iron Fist Epic Collection (vol. 2): Revenge! (Power Man and Iron Fist #71-72, 74-89, Daredevil #178)

## Apparitions dans d'autres médias
Sauf indication contraire, les informations mentionnées dans cette section peuvent être confirmées par la base de données cinématographiques IMDb,  présente dans la section « Liens externes ».

### Cinéma
En 2003, Marvel Studios s'associe à Columbia Pictures pour développer un film sur Luke Cage. L'acteur Tyrese Gibson annonce qu'il souhaite incarner le personnage, sous la direction de John Singleton. Dwayne Johnson ou encore Isaiah Mustafa expriment aussi leur intérêt pour le rôle,. Finalement, le projet ne se concrétise pas.

### Télévision
- 2010-2012 : Avengers : L'Équipe des super-héros (série d'animation)
- 2012-2017 : Ultimate Spider-Man (série d'animation)

Interprété par Mike Colter dans l'univers cinématographique Marvel
- 2015-2019 : Jessica Jones (série télévisée)
- 2016-2018 : Luke Cage (série télévisée)
- 2017 : The Defenders (série télévisée)
- 2019 : Cloak and Dagger (série télévisée) ; apparaît en photo dans un journal (saison 2, épisode 9).

### Jeux vidéo
- Marvel: Ultimate Alliance
- Marvel Ultimate Alliance 2: Fusion
- Spider-Man : Le Règne des ombres
- Marvel Heroes
- Lego Marvel Super Heroes
- Lego Marvel Avengers

### Motion comic
Luke Cage apparaît dans le motion comic Spider-Woman. En version originale, il est doublé par Jesse Falcon.

## Dans la culture populaire
- L'acteur américain Nicolas Cage, né Nicholas Coppola, emprunta son nom de scène à Luke Cage afin d'éviter d'être immédiatement associé à son célèbre oncle, le réalisateur Francis Ford Coppola[17].
- Le groupe Powerman 5000 s'est aussi inspiré du personnage de Power Man pour son nom de son groupe.